# Bársonyfejű pinty
A bársonyfejű pinty (Catamblyrhynchus diadema) a madarak osztályának verébalakúak (Passeriformes) rendjébe és a tangarafélék (Thraupidae) családjába tartozó Catamblyrhynchus nem egyetlen faja.

## Rendszerezése
A nemet és a fajt is Frédéric de Lafresnaye francia ornitológus írta le 1842-ben.

## Alfajai
- Catamblyrhynchus diadema citrinifrons Berlepsch & Stolzmann, 1896
- Catamblyrhynchus diadema diadema Lafresnaye, 1842
- Catamblyrhynchus diadema federalis Phelps & Phelps, 1953[2]

## Előfordulása
Az Andok hegységben Argentína, Bolívia, Kolumbia, Ecuador, Peru és Venezuela területén honos. Természetes élőhelyei a szubtrópusi és trópusi hegyi esőerdő.

## Megjelenése
Testhossza 14 centiméter.
|  |

## Természetvédelmi helyzete
Az elterjedési területe nagyon nagy, egyedszáma ugyan csökken, de még nem éri el a kritikus szintet. A Természetvédelmi Világszövetség Vörös listáján nem fenyegetett fajként szerepel.